# نه احساس هیجان‌انگیز
نُه احساس هیجان‌انگیز (انگلیسی: Sensational Feeling Nine) اولین آلبوم ژاپنی از گروه پسرانۀ اهل کره جنوبی اس‌اف۹ است که در ۱۳ دسامبر ۲۰۱۷ توسط اف‌ان‌سی انترتیمنت منتشر شد. این آلبوم از ده قطعه، از جمله «Fanfare» و «Easy Love» تشکیل شده است.